# Lemme d'Itō
 (juillet 2023).

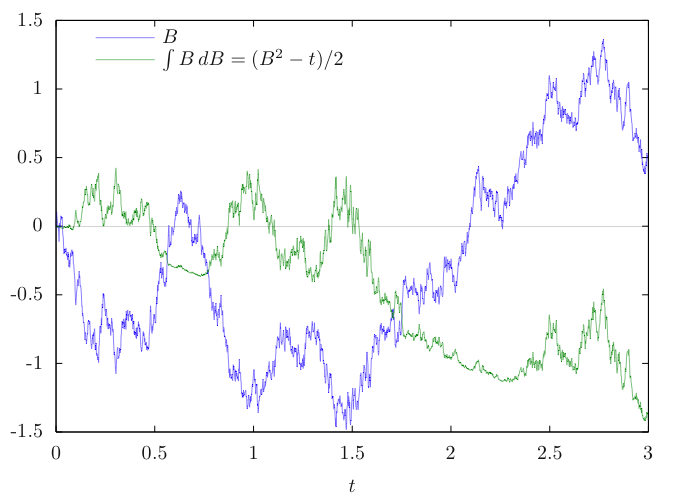
Tracé d'une réalisation d'un processus de Wiener B et de son intégrale d'Itō par rapport à lui-même. La formule d'Itō permet de calculer analytiquement cette intégrale.

Le lemme d'Itō, ou formule d'Itō, est l'un des principaux résultats de la théorie du calcul stochastique, qui permet d'exprimer la différentielle d'une fonction d'un processus stochastique au cours du temps. Ce lemme offre un moyen de manipuler le mouvement brownien ou les solutions d'équations différentielles stochastiques (EDS).

## Histoire
La formule d'Itō a été démontrée pour la première fois par le mathématicien japonais Kiyoshi Itō dans les années 1940.
Le mathématicien Wolfgang Doeblin avait de son côté ébauché une théorie similaire avant de se suicider à la défaite de son bataillon en juin 1940. Ses travaux furent envoyés à l'Académie des sciences dans un pli cacheté qui ne fut ouvert qu'en 2000.

## Énoncé
Soit un processus d'Itô {\displaystyle X_{t}\ ,} processus stochastique de la forme
autrement formulé, on a
avec {\displaystyle {\mathcal {}}\mu _{t}} et {\displaystyle {\mathcal {}}\sigma _{t}} deux processus aléatoires satisfaisant quelques hypothèses techniques d'adaptation au processus {\displaystyle B_{t}\ } (mouvement brownien).
Si {\displaystyle f(X_{t},t)\ } est une fonction de classe {\displaystyle {\mathcal {C}}^{2}(\mathbb {R} \times \mathbb {R} _{+},\mathbb {R} ),\ } alors la formule d'Itô s'écrit

### Version multidimensionnelle

#### Pour une semimartingale avec l'intégrale d'Itô
Soit {\displaystyle (X_{t})_{t\geq 0}=(X_{t}^{1},\dotsc ,X_{t}^{n})_{t\geq 0}} une {\displaystyle \mathbb {R} ^{n}}-semimartingale et {\displaystyle f\in C^{2}(\mathbb {R} ^{n},\mathbb {R} )}. Alors {\displaystyle (f(X_{t}))_{t\geq 0}} est encore une semimartingale et ce qui suit est vrai
{\displaystyle {\begin{aligned}f(X_{t})-f(X_{0})=&\sum _{j=1}^{n}\int _{0+}^{t}{\frac {\partial f}{\partial x^{j}}}(X_{s-}){\rm {d}}X_{s}^{j}+{\frac {1}{2}}\sum _{j,k=1}^{n}\int _{0+}^{t}{\frac {\partial ^{2}f}{\partial x^{j}\partial x^{k}}}(X_{s-}){\rm {d}}[X^{j},X^{k}]_{s}\\&{}+\sum _{0<s\leq t}\left(\Delta f(X_{s})-\sum _{j=1}^{n}{\frac {\partial f}{\partial x^{j}}}(X_{s-})\Delta X_{s}^{j}-{\frac {1}{2}}\sum _{k,j=1}^{n}{\frac {\partial ^{2}f}{\partial x^{j}\partial x^{k}}}(X_{s-})\Delta X_{s}^{j}\Delta X_{s}^{k}\right),\end{aligned}}}
nous avons utilisé la notation {\displaystyle \Delta f(X_{s}):=f(X_{s})-f(X_{s-})}. Si  {\displaystyle (X_{t})_{t\geq 0}} est continue, alors la somme {\displaystyle \sum _{0<s\leq t}\left(\cdots \right)} disparaît.

### Version pour les fonctions à variation quadratique bornée
Hans Föllmer a étendu la formule d'Itô aux fonctions (déterministes) avec une variation quadratique bornée.
Soit {\displaystyle f\in C^{2}} une fonction à valeurs réelles et {\displaystyle x:[0,\infty [\to \mathbb {R} } une fonction càdlàg avec variation quadratique bornée. Alors
{\displaystyle {\begin{aligned}f(x_{t})&=f(x_{0})+\int _{0}^{t}f'(x_{s-})\mathrm {d} x_{s}+{\frac {1}{2}}\int _{]0,t]}f''(x_{s-})d[x,x]_{s}\\&+\sum _{0\leq s\leq t}\left(f(x_{s})-f(x_{s-})-f'(x_{s-})\Delta x_{s}-{\frac {1}{2}}f''(x_{s-})(\Delta x_{s})^{2}\right).\end{aligned}}}
Cette formule a été étendue par Cont et Perkowski aux  fonctions qui ont une variation finie d'ordre p le long d'une suite de partitions {\displaystyle D_{n}} :
{\displaystyle [x]^{p}(t)=\lim _{n\to \infty }\sum _{t_{k}^{n}\in D_{n}}\left(x_{t_{k+1}^{n}}-x_{t_{k}^{n}}\right)^{p}}
Pour une fonction continue avec variation finie d'ordre p, la formule de changement de variable devient :
{\displaystyle {\begin{aligned}f(x_{t})={}&f(x_{0})+\int _{0}^{t}\nabla _{p-1}f(x_{s-})\,\mathrm {d} x_{s}+{\frac {1}{p!}}\int _{]0,t]}f^{p}(x_{s-})\,d[x]_{s}^{p}\end{aligned}}}
Ici l'intégrale est définie comme une limite de sommes de Riemann compensées :
{\displaystyle {\begin{aligned}\int _{0}^{t}\nabla _{p-1}f(x_{s-})\,\mathrm {d} x_{s}:={}&\sum _{t_{k}^{n}\in D_{n}}\sum _{k=1}^{p-1}{\frac {f^{k}(x_{t_{k}^{n}})}{k!}}\left(x_{t_{k+1}^{n}}-x_{t_{k}^{n}}\right)^{k}.\end{aligned}}}

## Un exemple: le modèle Black-Scholes
Le mouvement brownien géométrique est souvent utilisé en finance comme le plus simple modèle d'évolution de cours de bourse. Il s'agit de la solution de l'équation différentielle stochastique :
où 
- {\displaystyle S_{t}\,} est le prix de l'action sous-jacente ;
- {\displaystyle {\mathcal {}}\mu } (constant) est le taux de dérive (en) du prix de l'action ;
- {\displaystyle {\mathcal {}}\sigma } (constante) est la volatilité du prix de l'action ;
- {\displaystyle B_{t}\,} est un mouvement brownien.

Si {\displaystyle \sigma =0\ ,}, alors nous sommes face à une équation différentielle ordinaire dont la solution est 
En posant {\displaystyle f(S_{t},t)=\ln S_{t}\ ,}, on obtient grâce à la formule d'Itô :
On peut alors intégrer et il en découle que :

## Applications
La formule d'Itô est l'une des pierres angulaires du calcul stochastique et est utilisée dans de très nombreux domaines : mathématiques appliquées, physique, finance, biologie, mécanique quantique, traitement du signal, etc.. Elle permet de faire le lien entre les solutions d'équations différentielles stochastiques (EDS) et des opérateurs différentiels du second ordre, et donc entre la théorie des probabilités et celle des équations aux dérivées partielles. Elle permet également d'affirmer l'existence de solutions d'EDS sous des conditions (très) faibles de régularité sur les coefficients.